# Vitor Gabriel
Vitor Gabriel (23 de noviembre de 1997) es un futbolista brasileño que juega como centrocampista en el Mixto E. C.

## Trayectoria

### Clubes
| Club                 | País     | Año       |
| -------------------- | -------- | --------- |
| Santos F. C.         | Brasil   | 2017      |
| Gainare Tottori      | Japón    | 2018-2019 |
| Manama Club          | Baréin   | 2020      |
| Al-Riffa S. C.       | Baréin   | 2020-2021 |
| C. D. Mafra          | Portugal | 2021-2023 |
| Académica de Coimbra | Portugal | 2023-2024 |
| Mixto E. C.          | Brasil   | 2025-     |